# هالوسين
الهالوسينات (Halocins) هي مبيدات جرثومية يتم إنتاجها بواسطة العتائق أليفة الملح. ونوع من مبيد العتائق.
ومنذ اكتشافها في عام 1982م قد ثبت أن الهالوسينات متنوعة على نحو مماثل كما هو الحال بالنسبة للمبيدات الجرثومية الأخرى. وبعضها عبارة عن بروتينات كبيرة وبعضها عبارة عن عديد الببتيد (الهالوسين الصغيرة) الصغيرة. هذا التنوع يُعتبر مدهشًا لعدد من الأسباب، منها الافتراضات الأصلية التي تقول إن العتائق (الأركيا)، لا سيما الإكستريموفيل، تعيش في كثافة منخفضة نسبيًا في ظل ظروف قد لا تتطلب سلوكًا عدائيًا.
علم الوراثة, وآلية الإنتاج وآلية السلوك الخاصة بالهالوسين قد جرت دراستها، ولكن ليس بشكل شامل. النظام البيئي للهالوسين قد دُرس أيضًا. ومن الملاحظات المثيرة للاهتمام هي أن الهالوسين تكون نشطة عبر الأقسام الرئيسة للعتائق وبالتالي فإن هذا يخالف العقيدة القائلة بأنها يجب أن تكون فعالة ضد السلالات الأكثر ارتباطًا.
وتُعتبر الهالوسينات مثيرة للاهتمام بشكل خاص نظرًا لطريقة المبيدات الجرثومية المشكلة للمسام التي أستخدمت لفحص بنية غشاء الخلية وإنتاج وصيانة تدرجات الأيون الحيوي عبر الغشاء. وتعيش أليفات الملح في هذه التركيزات الأيونية المتطرفة التي تمثل مجموعة من الحلول والتكيفات غير العادية فيما يتعلق بالتدرجات الحيوية. وتوفر القدرة على استخدام الهالوسينات النشطة لدراسة هذه التدرجات دافعًا لوصفها.
وقد يكون لها دور في الطب البشري.
كذلك فإنها توجد في الكثير من الأنواع المستخدمة للتعرف على أليفات الملح بشكل عام.
ومثل المبيدات الجرثومية الأخرى، فإن الهالوسينات قيد الفحص كمضادات الجراثيم لاستخدامها في مكافحة التلف أثناء العملية الصناعية.
ونظرًا لأن الأدبيات حول الهالوسينات محدودة نسبيًا، إلا أنه يمكن الاستشهاد بها بشكل شامل؛ وقد جرى تناولها في عدة مرات في فصول بعض الكتب.